# Cultivar

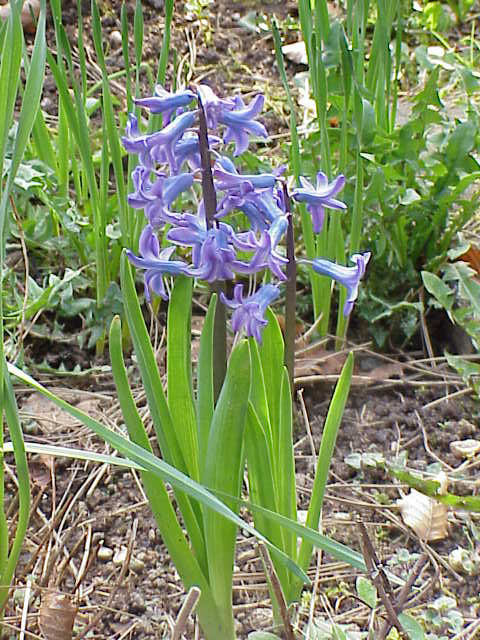
Giacinto comune spontaneo

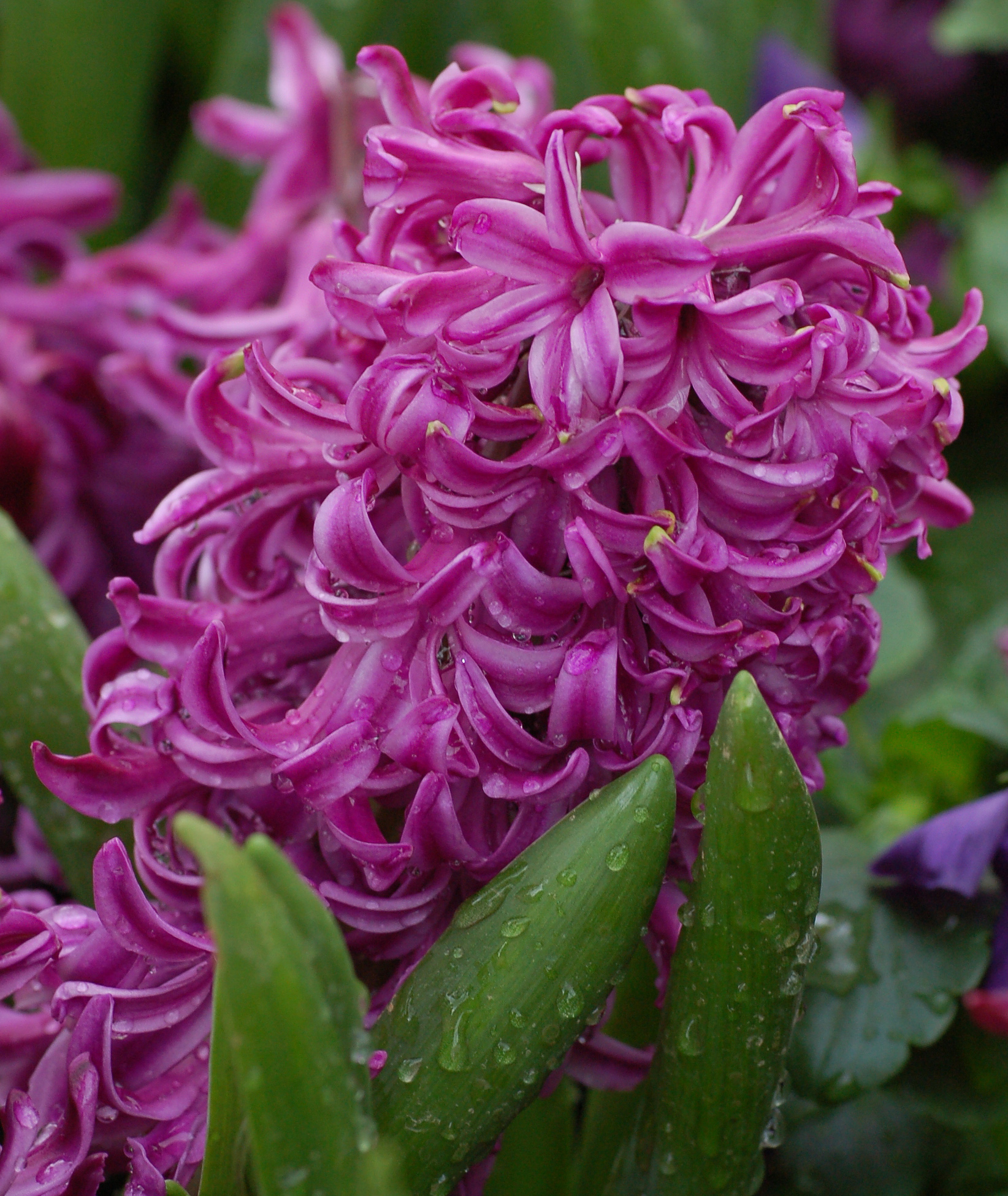
Giacinto di cultivar Purple Voice

In agronomia una cultivar (pronuncia corretta: /ˈkultivar/, pronuncia accettabile: /kultiˈvar/; in passato abbreviato in cv.) è un insieme di piante coltivate che sono state selezionate per uno specifico carattere o combinazione di caratteri e che si mantiene distinto, uniforme e stabile in tali caratteri quando propagato in maniera adeguata.
La cultivar consiste perciò in un particolare genotipo isolato artificialmente i cui caratteri sono fissati e ripetibili.

## Terminologia
Il termine cultivar fu creato da Liberty Hyde Bailey come contrazione della locuzione inglese cultivated variety e ispirandosi al latino varietas culta (entrambe significano "varietà coltivata").
Fu adottato ufficialmente nel XIII Congresso di Orticoltura, tenutosi a Londra nel 1952, per distinguere le varietà coltivate da quelle isolate spontaneamente.
Oggi la convenzione di nomenclatura è regolamentata dal Codice internazionale per la nomenclatura delle piante coltivate e l'applicazione delle norme e delle convenzioni è affidata a specifici organismi.
Il concetto di cultivar viene spesso confuso con altri o usato impropriamente. In particolare viene più volte impropriamente sostituito con varietà, questo però è scorretto, poiché una varietà è un insieme di individui con caratteristiche morfofunzionali omogenee e diverse da quelle del resto della specie: quindi può essere anche naturale, mentre la cultivar no.
Dalla cultivar in senso stretto vanno distinti anche gli ecotipi, popolazioni con genotipo, anche eterogeneo, selezionato naturalmente in un determinato ambiente in conseguenza delle sue caratteristiche.
In questo caso la differenza è che la cultivar è sempre artificiale, l'ecotipo sempre naturale.